# فیض‌محمد کاتب
فیض‌محمد کاتب معروف به کاتب (زادهٔ ۱۶ رمضان ۱۲۷۹ ه‍. ق، غزنی - درگذشت ۱۷ شعبان ۱۳۴۹ ه‍. ق، کابل) (۱۲۴۱ ـ ۱۳۰۹خ) نویسنده و تاریخ‌نگار معاصر افغانستان که از قوم هزاره بود. آثار او در زمره معتبرترین منابع تاریخ معاصر افغانستان شناخته می‌شود. معروف‌ترین اثر وی کتاب سراج التواریخ است که در ۵ جلد نوشته شده است.
کاتب به علت مهارت بالایی که در خوشنویسی و نویسندگی داشت توانست به دربار حکومت عبدالرحمان خان و فرزند او حبیب‌الله خان راه پیدا کند و در سمت منشی دربار گماشته شود، از همین روکار نوشتن نامه‌ها و فرمان‌های دولتی در اختیار او گذاشته شد و لقب «کاتب» از همین رو بر وی گماشته شد.

## زندگی و سرگذشت
فیض‌محمد کاتب زادهٔ ۱۶ رمضان ۱۲۹۷ هجری قمری در دهکده زرسنگ قره‌باغ در ولایت غزنی می‌باشد. پدر او «سعید محمد» و پدربزرگش خداداد فرزند الله‌داد از قبیلهٔ هزاره‌های محمد خواجه بود که در زمان جنگ‌های خونین میان اقوام افغانستان به راه افتاد به ناهور کوچ کرد و وکالت و ریاست قوم محمد خواجه را بر عهده داشت. کاتب تحصیلات ابتدایی خود را در مکاتب سنتی ناهور به انجام رسانید و برای تکمیل تحصیل بیشتر نزد ملا محمد سرور اسحاقزی در قندهار به شاگردی نشست. سپس برای ادامه تحصیلاتش به لاهور رفت، بعد از لاهور برای تحصیلات حوزوی راهی قم شد و آخرین مرجع تحصیل او حوزه علمیه نجف می‌باشد. وی خلال این چندسال آموزش‌های حکمت، لغت، نجوم، حساب، جبر و زبان‌های عربی، پشتو، اردو و انگلیسی را فرا گرفت. تحصیلات کاتب مسلسل و روی یک رشته خاص تحت نظر استادان مشخص صورت نگرفته است، بنابراین چنان به نظر می‌رسد که وی از استعداد سرشار برخوردار بوده و آنچه را آموخته از تلاش جدیت و مطالعه مداوم شخصی خودش بوده است.
کاتب به دلیل مهارت زیاد در نویسندگی و داشتن خط زیبا به پیشنهاد محمد سرور اسحاق‌زایی (معلمش) به عضویت دارالانشاء و مجلس تألیف حکومت درآمد. کاتب در سال ۱۳۲۰ قمری (۱۲۸۱ خورشیدی) به دستور حبیب‌الله خان کار نویسندگی را آغاز کرد. در حقیقت حبیب‌الله خان می‌خواست تاریخ افغانستان از احمدشاه درانی الی زمان خودش تحریر شود و جز کاتب کسی دیگری در درالانشا برای اجرای این مهم مناسب واقع نبود؛ بنابراین یکی از دلایل انتخاب وی برای این کار درایت و استعداد شخصی وی در نویسندگی و خوشنویسی می‌باشد.

### عبدالرحمان خان
کاتب پس از بازگشت به افغانستان به دربار عبدالرحمان خان راه یافت و به‌عنوان نویسنده فرمان‌ها و نامه‌های دولتی در دربارهٔ عبدالرحمان خان انتخاب گردید و به «کاتب» معروف شد.

### حبیب‌الله خان
حبیب‌الله خان با توجه به شناختی که در مهارت فیض‌محمد کاتب در تاریخ‌نگاری یافته بود به وی اجازه داد کتابی در خصوص تاریخ افغانستان از زمان احمد شاه ابدالی تا زمان حکومت وی بنویسد و به همین دلیل همه بایگانی‌های دولتی، اسناد و مدارک دست اول، نامه‌ها و فرمان‌ها گزارشهای روزانه و سایر نوشته‌های موجود را در اختیار کاتب گذاشت. فیض‌محمد کاتب دو کتاب تحفة الحبیب و سراج التواریخ را در این زمان نوشت. فیض‌محمد کاتب در زمان حبیب‌الله خان به سمت منشی رسید. در همین دوران بخاطر عضویت در یک گروه مشروطه خواه مدتی به زندان افتاد اما سپس آزاد شد.

### امان‌الله خان
به استناد در برخی منابع از وزارت خارجه کاتب در اوایل حکومت امان‌الله خان در سال ۱۲۹۹ منشی هیئت متشکل از مولوی عبدالواسع آخوندزاده (قندهاری) و بدری بیگ را بر عهده داشت. این هیئت موظف بودند تا قوانین کشور را بر اساس موازین شرعی تنظیم کنند. وی که اثر اتحاد نظر مجتهدین و فقرات شرعیه را نوشته بود فتوا به لغو نظام بردگی در افغانستان دادند و با تأیید امان‌الله خان بسیاری از اسیران هزاره، بدخشانی و نورستانی از بردگی نجات یافتند. مهدی فرخ سفیر ایران در افغانستان در کتاب کرسی نشینان کابل نوشته است که کاتب در دوران امان‌الله خان و در زمان وزارت نادر خان به مدعی العلومی تعیین گردید اما به دلیل اعتراض برخی وزرا مانع از تصدی مشارٌ‌الیه شدند و پس از آن کاتب به عنوان وکیل هزاره‌ها انتخاب شد. وی بعدها در مدرسه حبیبیه مشغول به تدریس شد به تألیف کتاب‌های درسی اشتغال داشت و عضو هیئت علمی بود. برخی منابع ادعا دارند وی در زمان امان‌الله خان در لویه جرگه پغمان حضور داشت و خواستار به رسمیت شناختن مذهب تشیع در افغانستان شد، که با مخالفت برخی از روحانیان تندرو سنی مذهب مواجه و مورد ضرب و شتم قرار گرفت.

### حبیب‌الله کلکانی
پس از فرار امان‌الله خان و به قدرت رسیدن حبیب‌الله کلکانی، وی کاتب را به همراه هیاتی از رجال هزاره برای گفتگو با مردم هزاره که طرفدار امان‌الله بودند فرستاد تا آنها را ترغیب به صلح با حکومت کنند. برخی خبرها و شایعات کاتب را متهم به دعوت کردن مردم هزاره به پایداری و عدم سازش با حکومت کلکانی کردند. به علت همین خبرها و گزارش‌ها، پس از بازگشت وی از مناطق هزارستان، او را دستگیر کردند و مورد ضرب و شتم و شکنجه قرار دادند.

### محمد نادر خان
کاتب پس از شکنجه فراوانی که در دوران حبیب‌الله کلکانی دیده بود، در زمان محمد نادر خان بسیار ضعیف شده بود. بسیاری از منابع ادعا دارند وی در زمان نادر خان به ایران سفر کرده و پس از بازگشت به افغانستان از دنیا رفت.

## مشروطه خواهی
کاتب در دوران حکومت حبیب‌الله خان عضو یک گروه سری مشروطه خواهی به نام جنبش مشروطیت اول که گروهی از روحانیان، دانشمندان و روشنفکران آن را تشکیل می‌دادند بود رهبری این جنبش را روحانی به نام مولوی محمد سرورخان واصف بر عهده داشت. این جنبش هدفشان تحول در ساختار حکومت و برپایی نظامی با مشارکت مردم در افغانستان بود. بعدها این فعالیت این گروه افشاء گردید و اعضای برجسته آن اعدام یا روانه زندان شدند. کاتب که اعضای برجسته این گروه بود مدتی به زندان فرستاده شد اما حبیب‌الله خان او را به علت خدماتی که انجام داده بود عفو و از زندان آزاد کرد.

## درگذشت
بسیاری معتقد هستند که کاتب بر اثر شکنجه‌های بسیاری که در زمان حبیب‌الله کلکانی دید، درگذشت. میر غلام محمد غبار در کتاب افغانستان در مسیر تاریخ آورده که کاتب پس از بازگشت به کابل مورد خشم کلکانی قرار گرفت و شکنجه شد. در اثر این شکنجه‌ها کاتب مریض شد و برای درمان به ایران رفت و بعد از معالجه و بازگشت در افغانستان درگذشت. برخی دیگر ادعا دارند وی در سال اول حکومت نادر خان برای زیارت علی بن موسی الرضا به مشهد سفر کرد و پس از بازگشت از دنیا رفته است و در ۱۶ جدی/دی در «بالا جوی» منطقه چنداول کابل به خاک سپرده شد.

## آثار

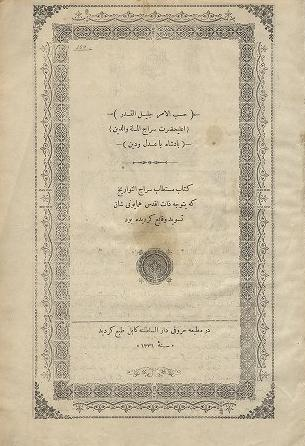
کتاب سراج التواریخ

آثار به جا مانده از کاتب در آرشیو ملی افغانستان بیش از ده هزار صفحه از یاداشت‌های مختلف در خصوص رویدادهای افغانستان می‌رسد که بعضی از آنها چاپ و مورد استفاده قرار گرفته و از قسمتی دیگر نپذیرفته است.
برخی از مهم‌ترین آثار وی شامل موارد زیر می‌شود:
- تحفة الحبیب: اولین اثر کاتب هست که به دستور حبیب‌الله خان مأموریت یافته بود تا وقایع عصر احمد شاه ابدالی، وقایع عهد عبدالرحمن خان و اوضاع اثر خود حبیب‌الله خان را به رشته تحریر بیاورد.[۳] این کتاب در ۳ جلد نوشته شده است.[۱][۸][۷]
  - جلد اول: این جلد کتاب حوادث افغانستان را از سال ۱۱۶۰ ه‍.ق تا سقوط سلسله سدوزایی در ۱۲۵۸ ه‍.ق را در بر می‌گیرد.[۷]
  - جلد دوم: این جلد کتاب رویدادی‌های افغانستان را از سال ۱۲۵۸ ه‍.ق تا ۱۲۹۷ ه‍.ق روایت می‌کند.[۷]
  - جلد سوم: هرچند تا سال‌ها گمان بر دو جلد بودن کتاب تحفه الحبیب بود اما در سال‌های اخیر این جلد کتاب به آرشیو ملی عرضه شد و حوادث سال‌های ۱۲۹۷ ه‍.ق تا ۱۳۰۷ ه‍.ق را در بر می‌گیرد.[۷]
- سراج التواریخ: مهم‌ترین کتاب تاریخ افغانستان و کاتب است که تاریخ ۲ قرن اخیر افغانستان را شرح داده است. کتاب سراج التواریخ در ۵ جلد نوشته است و منابع نویسنده کتاب‌های معتبر، نقل قول‌های افراد نخبه و اسناد رسمی آرشیو دولت افغانستان است.[۲][۹][۸][۷]
  - جلد اول: جلد اول کتاب وقایع سالهای ۱۱۶۰ ه‍.ق تا ۱۲۵۸ را دربردارد و در ۱۹۴ صفحه با قطع بزرگ نوشته شده است.[۱۰][۷]
  - جلد دوم: جلد دوم کتاب سراج التواریخ از ۱۲۵۹ ه‍.ق که زمان استقرار امارت دوست محمد خان است آغاز می‌یابد و تا سال ۱۲۹۷ ه‍.ق که حکومت محمد یعقوب خان سقوط کرده است ادامه می‌یابد. این کتاب در ۱۸۳ صفحه به قطع بزرگ نوشته شده است.[۱۰][۷]
  - جلد سوم: جلد سوم وقایع سالهای ۱۲۹۷ ه‍.ق تا ۱۳۱۴ ه‍.ق را شرح می‌دهد که در ۸۶۲ صفحه نوشته شده است.[۱۰][۷]
    - بخش دوم از جلد سوم سراج التواریخ: این کتاب وقایع پنج ساله ۱۳۱۴ تا ۱۳۱۹ هجری قمری را شامل می‌شود که در زمانش از چاپ بازداشته شده بود و در ۴۱۶ صفحه نوشته شده است.[۷]

  - جلد چهارم: جلد چهارم کتاب سراج التواریخ به شرح رویدادهای حکومت حبیب‌الله خان می‌پردازد.[۱۰][۷]
  - جلد پنجم: به شرح احوالات دوران امان‌الله می‌پردازد که سرنوشت دقیقی از آن معلوم نیست.[۱۱][۷]
- فیضی از فیوضات: این کتاب را کاتب هنگامی که با رسمیات کمتر ارتباط داشته و مکلف به رعایت بعضی نکات نبوده نوشته و از چشم‌دیدها و استدراکات خود مطالب انتقاد آمیزی نسبت به کار داران بزرگ وقت جا داده است.[۹][۸][۷]
- تاریخ حکمای متقدمین: این کتاب را کاتب هنگامی که از امر تاریخ‌نگاری به صورت رسمی فراغت داشت نوشت و به حیات حکمای قدیم بحث می‌راند. این کتاب در سال ۱۳۰۲ خورشیدی به چاپ رسیده است.[۹][۸][۷]
- تذکره انقلاب: به رویدادهای دوران حبیب‌الله کلکانی می‌پردازد که در ۲۰۹ صفحه نوشته شده است.[۹][۸][۷]
- امان الانشا: علی محمد فرزند کاتب گفته بود که پدرش کتابی در انشا نوشته که مفقود هست. بعدها نوه کاتب به یکی از محققین گفته که کتاب امان الانشا در نزد عمویش موجود است.[۹][۷]
- تاریخ عصر امانیه: طی دستوری که امان‌الله خان در ۱۲۹۹ کاتب موظف به نگارش تاریخ افغانستان تا عصر خود امان‌الله این کتاب نوشته شده است. هرچند این کتاب فعلاً در دسترس نیست.[۹][۷]
- فقرات شرعیه: نامه‌ای مربوط به سال ۱۳۹۹ در آٰرشیو ملی افغانستان موجود است که امان‌الله طی دستوری، از کاتب خواستار نگارش کتاب فقرات شرعیه و به تصدیق ملا عبدالواسع آخوندزاده شده است.[۹][۷]

از دیگر آثار و نوشته‌های وی می‌توان به تحفه الاخوان، فیض الامان، استقلال افغانستان، شرح اصول دین مولانا محمد علی رشتی «شرح این کتاب از ملا فیض محمد کاتب است»، سبب و سر مبتلا شدن نفوس ناطفه انسانیه، رساله‌ای دربارهٔ «وجه تسمیه افغانستان»، نژاد نامه افغان، دیوان شهاب ترشیزی، در بیان فیوزهای ضربدار را نام برد.

## مدال کاتب
در مراسم هشتاد و هشتیم سالگرد درگذشت کاتب، محمد اشرف غنی رئیس‌جمهور افغانستان از افزوده شدن مدال افتخاری فیض‌محمد کاتب به جمع مدال‌های رسمی افغانستان به منظور قدردانی از زحمات او خبر داد.